# Adtaedia
Adtaedia is een geslacht van wantsen uit de familie van de Miridae (Blindwantsen). Het geslacht werd voor het eerst wetenschappelijk beschreven door Carvalho & Gomes in 1971.

## Soorten
Het genus bevat de volgende soorten:

- Adtaedia carioca Carvalho, 1980
- Adtaedia corcovadensis Carvalho, 1975
- Adtaedia itatiaiensis Carvalho & Gomes, 1971
- Adtaedia tijucana Carvalho, 1980